# On oublie le reste
On oublie le reste è un singolo della cantante francese Jenifer, pubblicato il 9 ottobre 2019 come terzo estratto dall'ottavo album in studio Nouvelle page.

## Descrizione
Il brano include delle interpolazioni tratte da Can't Get You Out of My Head di Kylie Minogue, accreditata come artista ospite. È composto in chiave di Si bemolle minore e ha un tempo di 123 battiti per minuto.

## Video musicale
Il videoclip del brano è stato reso disponibile il 6 dicembre 2019 sul canale YouTube di Jenifer.

## Tracce
1. On oublie le rest (feat. Kylie Minogue) – 3:08